# La Coma del Coll
La Coma del Coll és una masia de Sant Pere de Torelló (Osona) protegida com a Bé Cultural d'Interès Local.

## Descripció
Es tracta d'una masia prop del terme de Sant Andreu de la Vola, sota el Pic de les Àguiles a la banda de solell. És de planta quadrangular, coberta a dues vessants i amb parets de pedra devastada.

## Història
La Coma del Coll consta al cens de la Vola i Curull del 1780.
El bandoler Ramon "Felip", capitost de trabucaires, greument ferit es va refugiar a la Coma del Coll. Aquest va ser capturat la matinada del 2 de juliol de 1842, prop del veïnat de Sant Andreu de la Vola, al peu del coll de Bracons. El comandant Antoni Baixeras i la seva tropa s'atribueix els mèrits d'aquest arrest. També hi van intervenir els mossos d'esquadra sota les ordres del caporal de la Seu d'Urgell. Felip va ser traslladat a Vic i després de rebre els auxilis espirituals va ser afusellat a les darreres hores de la tarda del mateix dia.